# 비검
《비검》은 KBS 2TV에서 1993년 7월 22일부터 1993년 8월 19일까지 방영된 KBS 2TV 수목 미니시리즈이다. 실감나는 장면을 보여주기 위해 무술 전문인을 주조연급으로 캐스팅했으나 중국 무협지를 읽는 듯한 진부한 맛을 남겼다는 지적이 있었다.

## 등장 인물
- 이일재 : 천수 역
- 김도연 : 나미코 역
- 김흥기 : 이덕무 역
- 강문영
- 김주영
- 선동혁
- 조문영
- 양영준
- 고희준
- 김갑수
- 반문섭
- 이정웅